# Marcello Crescenzi (1694–1768)
Marcello Crescenzi (ur. 27 października 1694 w Rzymie, zm. 24 sierpnia 1768 w Ferrarze) – włoski kardynał.

## Życiorys
Był synem markiza Giovanniego Crescenzi i Ostensji Serlupi. Podstawowe wykształcenie odebrał w domu, natomiast studiował na Sapienza, gdzie uzyskał stopień utroque iure (w 1721). Święcenia kapłańskie uzyskał 16 marca 1720 roku.
Był audytorem (październik 1726), a następnie członkiem Roty Rzymskiej (maj 1727). Sakrę otrzymał 10 sierpnia 1739 i został arcybiskupem Nazianzo. 9 września 1743 został kreowany kardynałem. 22 sierpnia 1746 został arcybiskupem Ferrary.
Uczestniczył w konklawe w 1758 roku. Zmarł w Ferrarze, 24 sierpnia 1768 wskutek wysokiej gorączki spowodowanej zapaleniem płuc; został pochowany w tamtejszej katedrze.